# BIBO stabilność
Stabilność BIBO (ang. Bounded Input Bounded Output) – jedna z definicji stabilności układu dynamicznego.
Jednym z najważniejszych zadań teorii sterowania jest zapewnienie, by układ regulacji pozbawiony sterowania samoistnie powracał do stanu równowagi. Taką cechę nazywa się stabilnością. Istnieje wiele sposobów analizy stabilności układów, jednak jeden z nich, ze względu na swoją prostotę, stał się bardzo istotny z punktu widzenia praktycznego – chodzi o BIBO stabilność.
Układ wejściowo-wyjściowy (tj. układ dynamiczny) jest BIBO stabilny jeżeli ograniczonemu sygnałowi wejściowemu {\displaystyle u(t)} odpowiada ograniczony sygnał wyjściowy {\displaystyle y(t).}
Można to zapisać jako:
{\displaystyle u(t)\to F\to y(t),}
czyli dla każdego {\displaystyle t\geqslant {t_{0}}{:}}
{\displaystyle \exists _{M>0}||u(t)||\leqslant {M}\to \exists _{K>0}||y(t)||=||F(u)||\leqslant K.}
Układ jest stabilny w sensie BIBO {\displaystyle \leftrightarrow ||F||<\infty .}
Należy zauważyć, że BIBO stabilność jest „słabsza” od zwykłej stabilności. Wystarczy bowiem rozważyć system, który na pobudzenie skokiem jednostkowym odpowiada sygnałem sinusoidalnym. Układ ten jest BIBO stabilny, choć stabilny w sensie klasycznym nie jest.